# Ashley Postell
Ashley Postell, née le 9 juin 1986 à Cheverly, est une gymnaste artistique américaine. 

## Palmarès

### Championnats du monde
- Debrecen 2002
  -  médaille d'or à la poutre

### Autres
- American Cup 2003 :
  -  3e au concours général